# Соловьёва, Анна Павловна
Анна Павловна Соловьёва  — советский хозяйственный, государственный и политический деятель, Герой Социалистического Труда.

## Биография
Родился в 1913 году в деревне Шувалово. Член КПСС.
С 1936 года — на хозяйственной, общественной и политической работе. В 1936—1968 гг. — телятница племсовхоза «Караваево», доярка племенного молочного совхоза «Караваево» Костромского района Костромской области.
Указом Президиума Верховного Совета СССР от 12 июля 1949 года присвоено звание Героя Социалистического Труда с вручением ордена Ленина и золотой медали «Серп и Молот».
Умерла в селе Поддубное в 1998 году.